# Шамполеон
Шамполеон (фр. Champoléon) насеље је и општина у Француској у региону Прованса-Алпи-Азурна обала, у департману Горњи Алпи која припада префектури Гап.
По подацима из 2011. године у општини је живело 131 становника, а густина насељености је износила 1,33 становника/km². Општина се простире на површини од 98,54 km². Налази се на средњој надморској висини од 1261 метар (максималној 3.439 m, а минималној 1.173 m).

## Демографија
| 1962. | 1968. | 1975. | 1982. | 1990. | 1999. | 2011. |
| ----- | ----- | ----- | ----- | ----- | ----- | ----- |
| 77    | 135   | 110   | 116   | 102   | 113   | 131   |

График промене броја становника у току последњих година